# Oriol Salvador
Pour les articles homonymes, voir Salvador (homonymie).
Oriol Salvador Fernández né le 1er décembre 1995, est un joueur espagnol de hockey sur gazon. Il évolue au Junior FC et avec l'équipe nationale espagnole.

## Carrière
Il a débuté en équipe première le 18 janvier 2022 à Cadix lors d'un match amical face aux Pays-Bas.